# Cathédrale d'Orense
Cette  cathédrale n’est pas la seule cathédrale Saint-Martin.
La cathédrale Saint-Martin est une cathédrale catholique située dans la ville d'Orense, dans la communauté autonome de Galice, en Espagne. elle est le siège du diocèse d'Orense.
Sa construction remonte aux XIIe et XIIIe siècles. Elle a été déclarée monument national en 1931.

## Histoire
Son maître-autel fut consacré en 1188. Il appartient au roman tardif, influencé par le monde cistercien par certains aspects de la structure architecturale et par l'école de maître Mateo (es) (Compostelle) en termes de sculpture (notamment la décoration des couvertures).

## Architecture
Il s'agissait à l'origine d'un édifice à trois nefs avec un transept et un triple chevet (bien que très transformé par la construction du déambulatoire). Les nefs ont des voûtes cruciformes simples et des arcs brisés reposant sur des piliers en forme de croix auxquels sont adjointes des demi-colonnes. Le spectaculaire dôme gothique au-dessus de la croisée du transept a été érigé entre 1499 et 1505.
La cathédrale possède trois belles portes romanes parfaitement conservées. Les couvertures sud et nord sont similaires, avec une archivolte intérieure polylobée et une richesse sculpturale fine d'une nette influence de maître Mateo de la cathédrale de Compostelle.
La grande entrée ouest, connue sous le nom de Pórtico del Paraíso, reproduit, de manière simplifiée, la structure du porche de la Gloire de la cathédrale de Compostelle. Elle est plus tardive (moitié du XIIIe siècle) mais sa sculpture est plus romane que celle de sa voisine de Saint-Jacques. La polychromie conservée est intéressante.

## Quelques œuvres
Le retable majeur est l'œuvre de Cornielles de Holanda (es). Les grilles du presbytère et du chœur, dont l'auteur est Juan Bautista Celma (es), datent de la seconde moitié du XVIe siècle. Les deux chaires sont aussi son œuvre. Les stalles du chœur (1580-1590) sont en bois de noyer. Ses auteurs sont Diego de Solís et Juan de Angers, avec une grande influence de Jean de Joigny. Ces stalles sont actuellement démembrées et réparties entre la chapelle Santo Cristo et d'autres endroits du bâtiment.
Le tableau et la chapelle de la Vierge del Pópulo sont des œuvres réalisées par Andrés de Arén et Juan de Iriarte en 1667. Fidèle à l'icône de la Salus populi romani, les mains de la Vierge sont croisées l'une sur l'autre, tenant l'Enfant Jésus, sa main droite reposant sur la gauche au lieu de désigner Jésus comme l'Hodégétria.

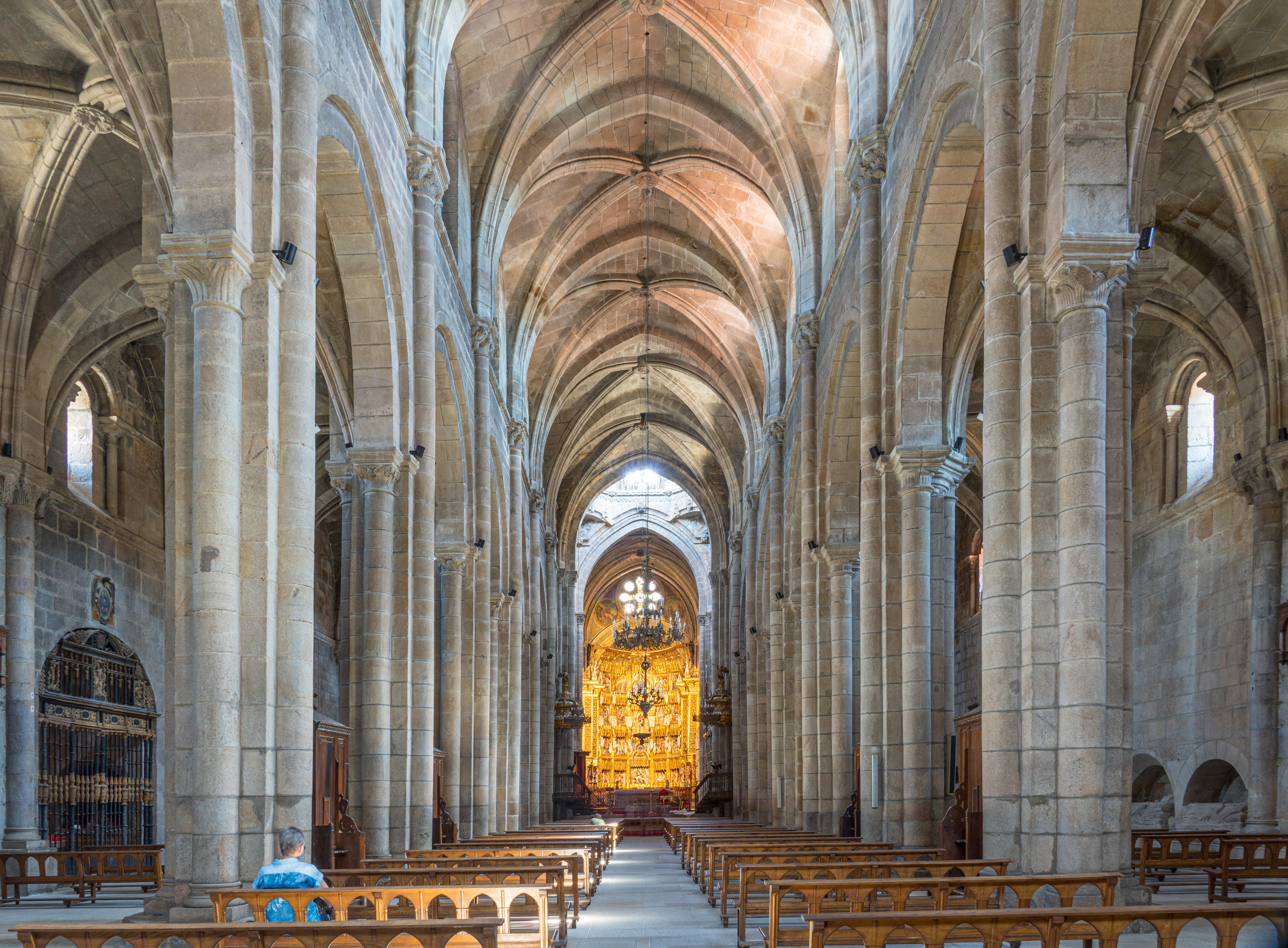
La nef centrale.
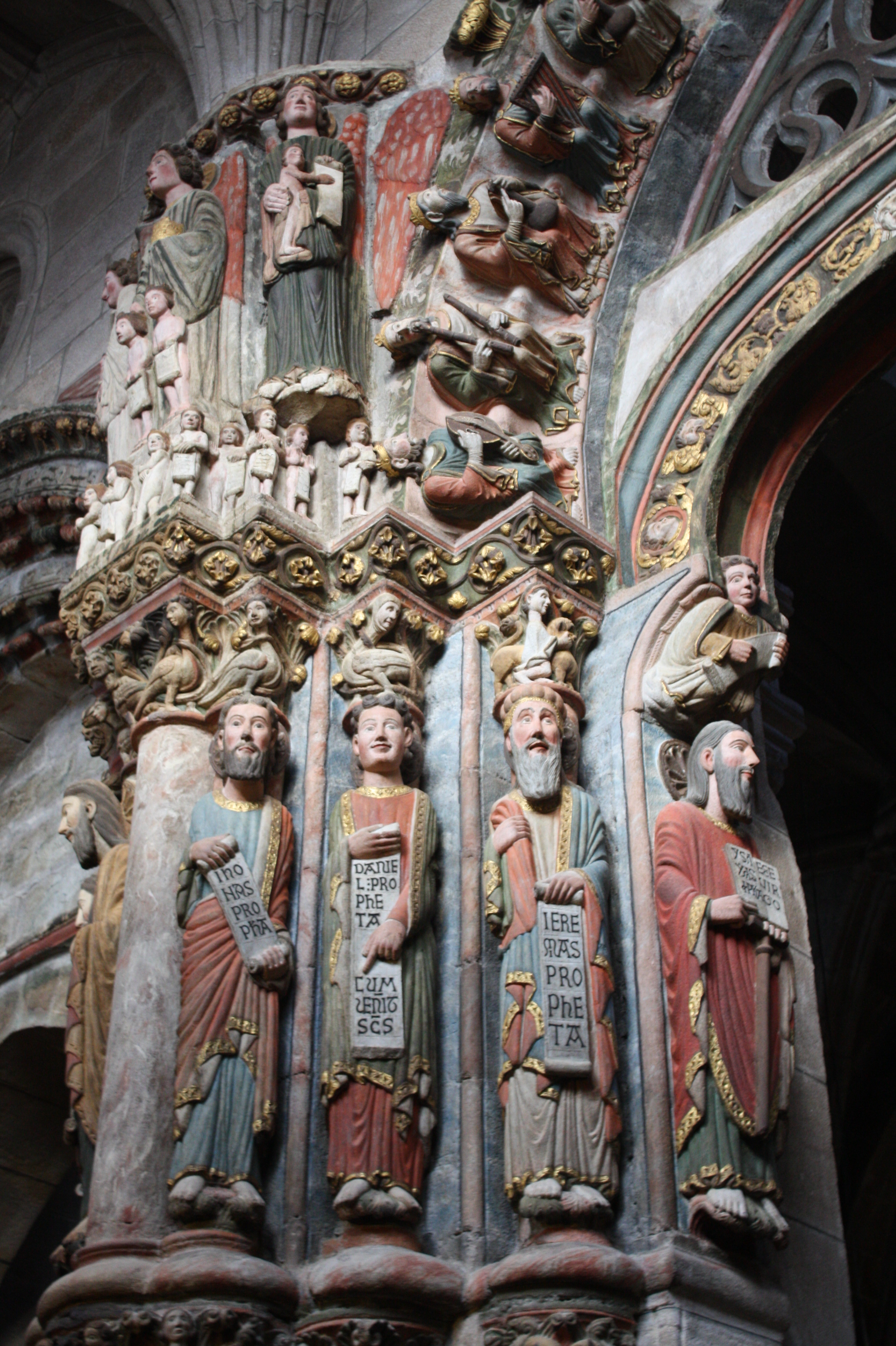
Le portique du paradis.
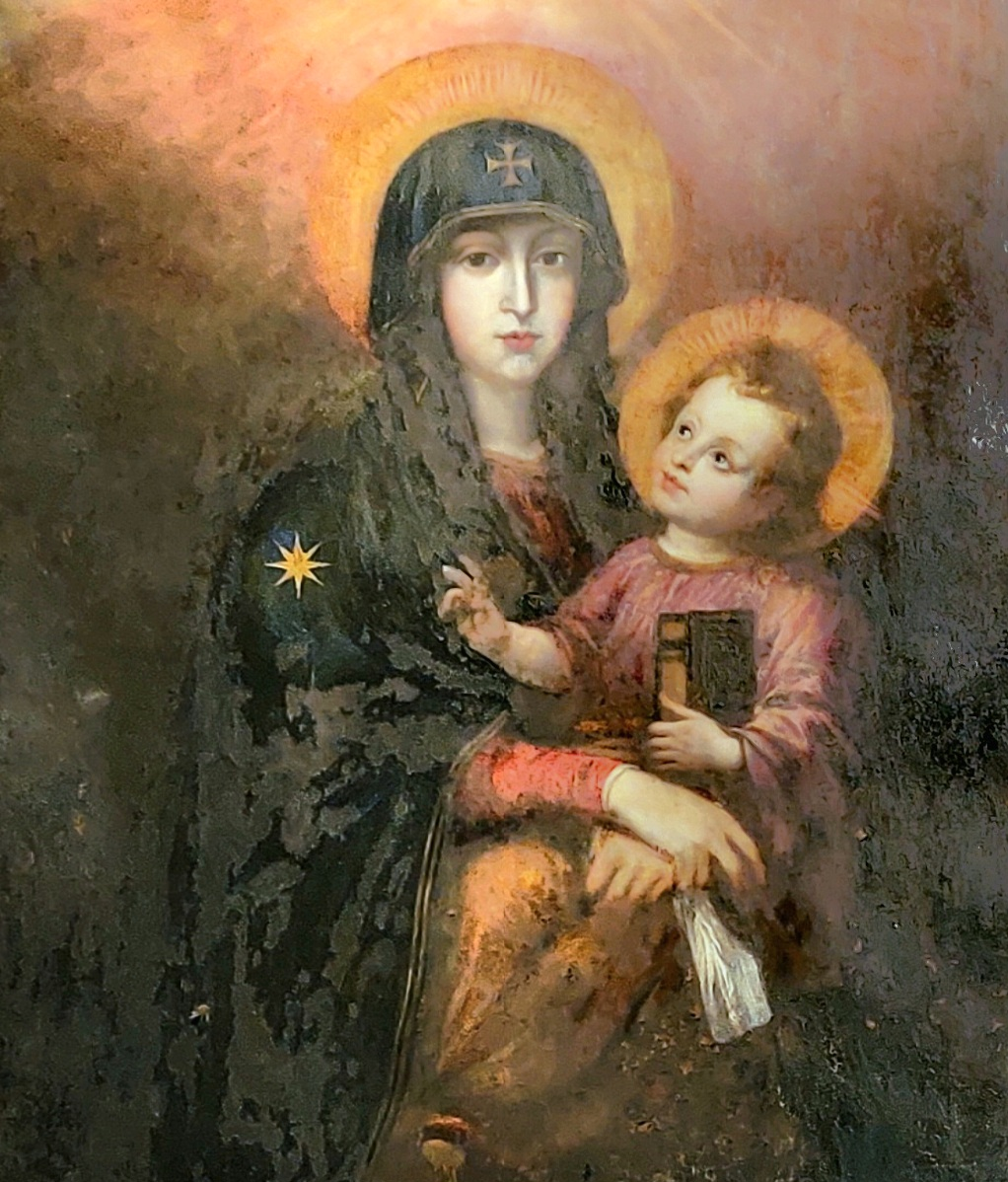
La Virgen del Pópulo.

## Source
- (ca) Cet article est partiellement ou en totalité issu de l’article de Wikipédia en catalan intitulé « Catedral d'Ourense » (voir la liste des auteurs).